# نهشته‌گذاری
نهشته‌گذاری (به انگلیسی: Deposition) فرایندی است که توسط آن مواد سنگ‌ساز نهشته می‌شوند. آب در رودها و یخچال‌های طبیعی و دریاها عامل اصلی انتقال مواد از نقطه‌ای به نقطه دیگر است. همچنین باد هم در مناطق خشک (Arid) و نیمه‌خشک (Semi arid) در جابه‌جایی دانه‌ها اثر کرده و آن‌ها را در نقطه‌ای دیگر ته‌نشین می‌سازد. 
نهشته‌گذاری به دو صورت انجام می‌شود:نهشته‌گذاری در قاره‌ها و رسوب‌گذاری در دریاها.
در فرایند نهشته‌گذاری موادی که در اثر مراحل مختلف فرسایش، خرد شده و در نتیجه عوامل مختلف، حمل‌ونقل شده‌اند، سرانجام در محیط‌های مختلف رسوب می‌کنند. بدین ترتیب اثر عوامل خارجی که هموار کردن زمین است، در این مرحله خاتمه می‌یابد و به عبارت دیگر با پر شدن قسمت‌های گود زمین از رسوبات و فرسوده شدن قسمت‌های مرتفع، اختلاف ارتفاع بین این دو قسمت کم می‌شود.